# Zdeněk Kaplan
Zdeněk Kaplan (1. prosince 1928, Roudnička -  27. října 2003, Hradec Králové) byl český parašutista. V letech 1958 a 1960 se stal mistrem světa ve sportovním parašutismu. 21. března 1957 překonal spolu s Jaroslavem Jehličkou a Gustavem Koubkem světový rekord ve skoku ze stratosféry. Čeští parašutisté vyskočili z výšky 12 580 metrů a 11 664 metrů padali volným pádem. Vyskakovali z pumovnice bombardéru Il-28B, který startoval z letiště Mladá u Lysé nad Labem. O šest dnů později stejná trojice překonala i rekord při nočním seskoku, když vyskočila z výšky 12 815 metrů a padáky otevřela po 12 203 metrech volného pádu. V roce 1960 se v anketě Sportovec roku Kaplan umístil na sedmém místě. Později dlouhá léta pracoval jako parašutistický instruktor v Hradci Králové a Hořicích a zároveň byl trenérem československého reprezentačního družstva parašutistů.